# Pleinairisme
Pleinairisme (af fransk plein air, fri luft) er en ret almindelig betegnelse for friluftsmaleriet. Ved friluftsmaleri tænker man på en realistisk malerretning, der søger at fremstille naturen under åben himmel så nær op ad virkeligheden som muligt, så billedet med lys- og farveindtryk fremtræder som et stykke skåret ud af naturen; i stedet for ateliermaleriets skarpe, samlende belysning og vedtægtsmæssige, mørke, farver bruger man lyse, kølige farvetoner, hvor det blålige ofte spiller en fremtrædende rolle, for at skaffe "luft" ind i maleriet. Pleinairisme har naturligvis sine rødder i ældre kunst. Som en bevidst partiretning formede den sig dog først i 19. århundrede. Mænd som John Constable og J.M.W. Turner samt Barbizon-skolen er dens forløbere; sin mest udprægede repræsentant fik den i Jules Bastien-Lepage. Fra Frankrig bredte den sig, og Pleinairisme betegnes som en forløber for impressionisme.
Da malerne begyndte at komme til Skagen i 1870’erne, var det blevet moderne at male sine billeder færdige foran motiverne. Det var blandt andet pga. friluftsmaleriet, det særegne landskab, det specielle miljø, at kunstnerkolonien, Skagensmalerne, opstod i slutningen af 1870’erne.

## Note
1. ↑  friluftsmaleri